# Hälleberga landskommun
Hälleberga landskommun var en tidigare kommun i Kronobergs län.

## Administrativ historik
Den 1 januari 1863 började kommunalförordningarna gälla och då inrättades cirka 2 500 kommuner (städer, köpingar och landskommuner), tillsammans täckande hela landets yta.
I Hälleberga socken i Uppvidinge härad i Småland inrättades då denna kommun.
Den påverkades inte av den landsomfattande kommunreformen 1952. Den uppgick 1969 i Nybro stad för att sedan 1971 bli en del av Nybro kommun. Därmed överfördes området också till Kalmar län.
Kommunkoden 1952–68 var 0706.

### Kyrklig tillhörighet
I kyrkligt hänseende tillhörde kommunen Hälleberga församling.

## Geografi
Hällestads landskommun omfattade den 1 januari 1952 en areal av 173,26 km², varav 170,21 km² land.

### Tätorter i kommunen 1960
| Tätort     | Folkmängd |
| ---------- | --------- |
| Orrefors   | 786       |
| Målerås    | 512       |
| Gullaskruv | 299       |

Tätortsgraden i kommunen var den 1 november 1960 70,7 procent.

## Politik

### Mandatfördelning i valen 1938–1966
| 4 | 13 | 2 | 3 |

| 21 |

| 3 | 14 | 3 | 2 |

| 21 |

| 3 | 13 | 3 | 1 | 2 |

| 20 |

| 2 | 14 | 3 | 2 | 1 |

| 19 | 3 |

| 2 | 13 | 3 | 2 | 2 |

| 20 |

| 1 | 14 | 3 | 1 | 3 |

| 20 |

| 2 | 14 | 3 | 1 | 2 |

| 19 | 3 |

| 2 | 13 | 4 | 1 | 2 |

| 20 |